# Bierzwnica (wieś)
Bierzwnica (niem. Reinfeld) – wieś w Polsce, w województwie zachodniopomorskim, w powiecie świdwińskim, w gminie Świdwin.
Wieś wzmiankowana po raz pierwszy w 1333.
Miejsce intensywnych walk w marcu 1945 roku. 5 maja 1945 1 Brygada Kawalerii WP zaatakowała w Bierzwnicy zmechanizowane tabory SS, w potyczce zginęło 250 Niemców i 15 Polaków.
We wsi znajduje się zespół zabudowy folwarcznej dawnego klucza dóbr, obejmującego m.in. Rycerzewo i Rycerzewko. Neoklasycystyczny pałac z centralnym ryzalitem z wysoką attyką, w otoczeniu park ze starodrzewem. Na dawnym warsztacie rymarskim zachowany napis Sattlerei und Polsterwerkstatt (rymarz i zakład tapicerski).
Mieści się tu także neoromański kościół z 1836 roku, posiada kamienną nawę i ceglaną wieżę neobarokową nakrytą cebulastym hełmem. Przy świątyni pomnik pamięci ofiar I wojny światowej.
Komunikację ze Świdwinem zapewnia przewoźnik prywatny.
W latach 1954–1972 wieś należała i była siedzibą władz gromady Bierzwnica.